# Bédouès-Cocurès
Bédouès-Cocurès é uma comuna francesa na região administrativa da Occitânia, no departamento de Lozère. Estende-se por uma área de 30.35 km², e possui 461 habitantes, segundo o censo de 2018, com uma densidade de 15 hab/km².
Foi criada, em 1 de janeiro de 2016, a partir da fusão das antigas comunas de Bédouès e Cocurès.